# Drepanorchis neglecta
Drepanorchis neglecta is een krabbezakjessoort uit de familie van de Sacculinidae. De wetenschappelijke naam van de soort is voor het eerst geldig gepubliceerd in 1877 door Fraisse.